# Silnice II/423
Silnice II/423 je česká silnice II. třídy v Jihomoravském kraji, která vede z Velkých Bílovic do Lužic. Je dlouhá 13,5 km a prochází dvěma okresy.

## Vedení silnice

### Jihomoravský kraj

#### Okres Břeclav
- Velké Bílovice (křiž. II/422)
- Moravský Žižkov (křiž. III/4231)

#### Okres Hodonín
- Prušánky (křiž. III/4233)
- Josefov (křiž. III/4234)
- Lužice (křiž. I/55, III/4235)